# Американска туршия
„Американска туршия“ (на английски: An American Pickle) е американски трагикомичен филм от 2020 г. на режисьора Брандън Трост (в неговия режисьорски дебют) по сценарий на Саймън Рич, в който е базиран на неговия кратък разказ Sell Out през 2013 г. Главните роли се изпълняват от Сет Роугън и Сара Снук.
Оригинално е планиран да бъде пуснат от Сони Пикчърс, но правата на филма са продадени от Уорнър Брос през април 2020 г. Пуснат е дигитално в САЩ на 6 август 2020 г., който е първият филм, пуснат от HBO Max, и по кината във Великобритания на следващия ден. Филмът получи смесени отзиви от критиците, докато двойното изпълнение на Роугън е похвалено.